# Schlachtgeschwader 101
Das Schlachtgeschwader 101 war ein Verband der Luftwaffe der Wehrmacht im Zweiten Weltkrieg. Als Schlachtgeschwader verfügte es über Flugzeuge vom Typ Arado Ar 96, Focke-Wulf Fw 190 und Henschel Hs 129. Das Geschwader wurde während seiner gesamten Bestehenszeit als Ausbildungsgeschwader eingesetzt und hatte daher keine Kampfeinsätze.

## Geschichte
Das Schlachtgeschwader 101 entstand am 1. Februar 1943 im deutschbesetzten Frankreich, in Reims-Champagne (Lage) und Paris-Orly (Lage) aus der Schlachtfliegerschule 1 und der Zerstörerfliegerschule 1. Der Geschwaderstab wurde neuaufgestellt, während die I. Gruppe aus der Schlachtfliegerschule 1 und die II. Gruppe aus der Zerstörerfliegerschule 1 entstand. Am 29. August 1943 fiel der amtierende Geschwaderkommodore Major Helmuth Krebs, als sein Verbindungsflugzeug Messerschmitt Bf 108 nahe Meaux von feindlichen Jagdflugzeugen abgeschossen wurde und am Boden zerschellte.
Anschließend verlegte das gesamte Geschwader im Mai 1944 in das deutschbesetzte Tschechien nach Wischau (Lage) und Brünn (Lage), wo es bis zum Februar 1945 blieb. 
Das Geschwader wurde während seiner gesamten Bestehenszeit als Ausbildungsgeschwader eingesetzt und hatte daher keine Kampfeinsätze. Die II. Gruppe wurde am 27. Dezember 1944 aufgelöst. Am 4. April 1945 wurde der Geschwaderstab und die I. Gruppe im deutschbesetzten Dänemark, in Aalborg-West (Lage) aufgelöst.

## Kommandeure

### Geschwaderkommodore
| Dienstgrad | Name           | Zeit                                   |
| ---------- | -------------- | -------------------------------------- |
| Major      | Helmuth Krebs  | 15. Juli 1943 bis 29. August 1943 †    |
| Hauptmann  | Günther Voigt  | 30. August 1943 bis 22. September 1943 |
| Major      | Fritz Thran    | 23. September 1943 bis 30. Juni 1944   |
| Major      | Friedrich Lang | 1. Juli 1944 bis 9. Februar 1945       |

### Gruppenkommandeure
I. Gruppe
- Major Kurt Müller, 1. Februar 1943 bis 23. Juni 1943[10]
- Hauptmann Günter Voigt, 24. Juni 1943 bis 29. August 1943[11]
- Hauptmann Josef Menapace, 30. August 1943 bis 22. September 1943[12]
- Hauptmann Günter Voigt, 23. September 1943 bis 5. Januar 1944[13]
- Hauptmann Hans Stollnberger, 18. Mai 1944 bis 10. November 1944[14]
- Hauptmann Werner Dedekind, Januar 1945 bis 4. April 1945[15]

II. Gruppe
- Major Siebelt Reents, 1. März 1943 bis 6. Mai 1943[16]
- Oberleutnant Hermann Langemann, Mai 1943 bis September 1943[17]
- Major Frank Neubert, 10. September 1943 bis 27. Dezember 1944[18]

## Auszeichnungen
Bekannte Träger des Ritterkreuz des Eisernen Kreuzes oder höherer Stufen des Schlachtgeschwaders 101.
| Name            | Dienstgrad | Einheit     | Ritterkreuz | Eichenlaub | Schwerter    |
| --------------- | ---------- | ----------- | ----------- | ---------- | ------------ |
| Lang, Friedrich | Major      | Stab/SG 101 |             |            | 4. Juli 1944 |